# Astragalus pseudoibicinus
Astragalus pseudoibicinus är en ärtväxtart som beskrevs av Maassoumi och Dieter Podlech. Astragalus pseudoibicinus ingår i släktet vedlar, och familjen ärtväxter.

## Underarter
Arten delas in i följande underarter:
- A. p. kowlikoshensis
- A. p. pseudoibicinus